# Clarise Medicejská

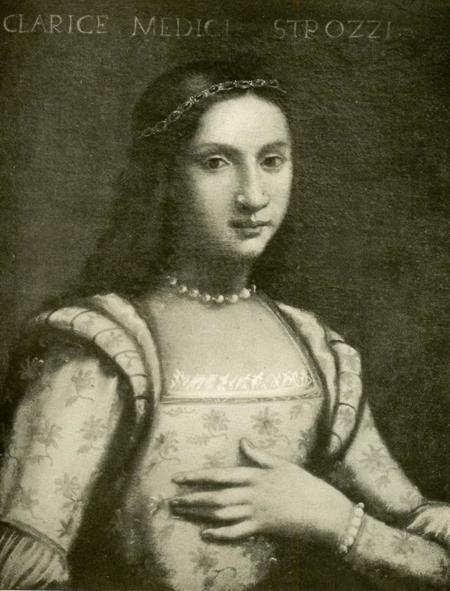
Clarise Medicejská

Clarise Medicejská (1493, Florencie – 3. května 1528, Toskánsko), provdaná de Strozzi, byla italská šlechtična.

## Život
Clarise Medicejská se narodila roku 1493 ve Florencii do rodiny Petra Medicejského a jeho ženy Alfonsini Orsini. Jméno dostala po babičce Clarice Orsiniové. Dostalo se jí dobrého vzdělání a v roce 1508 se provdala za bankéře Filipa de Strozzi, kterému porodila deset dětí. Krom těch se starala o Ipolita Medicejského (1511 – 1535), nemanželského syna Juliána Medicejského, a svou osiřelou neteř Kateřinu Medicejskou (1519 – 1589). Ta se do rodné Florencie vrátila krátce předtím, než tam propuklo povstání proti Medicejským. Clarise de Strozzi tehdy pomohla dívce z města uniknout. Navzdory svému původu se později přidala na protimedicejskou stranu. Zemřela na jaře 1528 na rodových statcích v Toskánsku po porodu mrtvého dítěte.

## Potomci
Clarise de Strozzi porodila manželovi během dvacetiletého manželství deset dětí:
- Petr de Strozzi (1510 – 1558), francouzský maršál
- Robert de Strozzi († 1566)
- Maria de Strozzi, žena Lorenza Ridolfiho
- Lev de Strozzi (1515 – 1554), maltský rytíř
- Julián de Strozzi († 1537)
- Vincent de Strozzi († 1537)
- Alessandro de Strozzi († 1541)
- Luigia de Strozzi († 1534), žena florentského patricie Luigi Capponiho
- Maddalena de Strozzi, žena hraběte Flaminia dell'Anguillara
- Lorenzo de Strozzi (1513 – 1571), kardinál